# Juan Cuadrado
Juan Guillermo Cuadrado Bello (Necoclí, 26 mei 1988) is een Colombiaans voetballer die doorgaans als vleugelspeler speelt. Hij verruilde Internazionale in 2024 voor Atalanta Bergamo. Cuadrado debuteerde in 2010 in het Colombiaans voetbalelftal.

## Clubcarrière

### Independiente
Cuadrado speelde in de jeugd van Independiente Medellín en brak in april 2009 door in het eerste, waar hij twee wedstrijden voor speelde in de Copa Libertadores tegen São Paulo en Defensor SC. 

### Udinese
Op 2 juli 2009 tekende Cuadrado een vijfjarig contract bij Udinese. Daarvoor debuteerde hij op 1 november 2009 als rechtsback in de Serie A, tegen Chievo Verona. Hij speelde tweemaal twaalf wedstrijden in zijn eerste twee seizoenen voor Udinese, maar werd geen basisspeler.

### Lecce
Udinese verhuurde Cuadrado in augustus 2011 voor een jaar aan US Lecce. Hier maakte hij op 11 september tegen uitgerekend Udinese zijn debuut. Hij was meteen basisspeler bij Lecce. Op 6 november scoorde hij tegen Cesena FC het enige doelpunt van de wedstrijd en tevens zijn eerste doelpunt voor Udinese én in het profvoetbal. Voor Lecce maakte hij in 33 wedstrijden drie doelpunten. 

### Fiorentina
Udinese verhuurde hem op 23 juli 2012 opnieuw, nu aan Fiorentina. Weer speelde hij tegen Udinese zijn eerste wedstrijd voor zijn nieuwe club op 25 augustus. Op 4 november 2012 maakte hij zijn eerste doelpunt voor Fiorentina, in een met 4–1 gewonnen wedstrijd tegen Cagliari. Cuadrado kwam tot vijf goals en zeven assists in zijn eerste seizoen, waarna Fiorentina hem in juli 2013 definitief overnam van Udinese. In het seizoen seizoen 2013/14 speelde hij 32 competitieduels, waarin hij elfmaal scoorde en zes assists leverde. Daarmee eindigde hij op de tweede plaats van de topscorerslijst van zijn club, achter Giuseppe Rossi (dertien doelpunten). Ook maakte hij zijn debuut in de Europa League, waarin hij tot twee goals en drie assists kwam in zes wedstrijden. 
Halverwege het seizoen 2014/15 stond hij op zes goals en drie assists, maar in de winter vertrok hij uit Italië. Hij speelde in totaal 104 wedstrijden voor Fiorentina, waarin hij goed was voor 25 goals en 22 assists.

### Chelsea
Cuadrado tekende in februari 2015 een contract voor 4,5 jaar bij Chelsea, dat circa €30.900.000,- voor hem betaalde aan Fiorentina, met nog €4.600.000,- aan eventuele bonussen in het vooruitzicht. Hij maakte op 7 februari tegen Aston Villa zijn debuut voor Chelsea. Trainer José Mourinho zag alleen weinig in hem. Hij werd dat jaar kampioen in de Premier League met de club, maar speelde daarbij zelf een bijrol. Hij zou slechts vijftien wedstrijden spelen voor Chelsea, waarin hij één assist gaf.

### Juventus
Daarom verhuurde Chelsea Cuadrado gedurende het seizoen 2015/16 aan Juventus. Hier maakte hij op 30 augustus tegen AS Roma zijn debuut. Op 15 september maakte hij tegen Manchester City zijn debuut in de Champions League. Twee weken later was hij tegen in de stadsderby tegen Torino met één goal en één assist belangrijk bij beide doelpunten in een 2-1 overwinning. Het was zijn eerste doelpunt voor Juventus. Daarmee won hij dat jaar zowel het Italiaanse landskampioenschap als de nationale beker. Cuadrado was goed voor vijf goals en zes assists. De Italiaanse club huurde hem in augustus 2016 opnieuw, waarbij ze de verplichting aanging om hem te kopen mocht hij tot een afgesproken aantal wedstrijden komen dat seizoen. Dat gebeurde. Cuadrado won dat jaar opnieuw het landskampioenschap en de nationale beker met de Italiaanse club. Hij won als daadwerkelijke Juventus-speler daarna ook een derde en een vierde landskampioenschap op rij met de Italiaanse club, die was uitgegroeid tot alleenheerser in Italië.
In het seizoen 2020/21 werd Cuadrado voor het eerst sinds zijn arriveren bij Juventus geen kampioen. Wel brak hij dat seizoen een persoonlijk record: in alle competities was hij goed voor liefst negentien assists, zeven meer dan zijn beste seizoen. Cuadrado speelde in totaal acht seizoenen voor Juventus en kwam daarin tot 314 wedstrijden, 26 goals en 65 assists. Alleen Alex Sandro (327) en David Trezeguet (320) kwamen als buitenlander tot meer wedstrijden voor Juventus. Wat betreft assists staat hij op plek vier, achter Alessandro Del Piero (172), Pavel Nedvěd (77) en Mauro Camoranesi (74).  

### Internazionale
In de zomer van 2023 maakte Cuadrado de overstap naar Internazionale, waar hij een contract tekende voor één seizoen. Hij maakte op 19 augustus tegen AC Monza zijn debuut voor Inter. Hij miste een groot deel van het seizoen door een operatie aan zijn achillespees, waardoor hij tot slechts twaalf wedstrijden kwam in alle competities. Daarmee had hij maar een klein aandeel in het kampioenschap van Inter, zijn zesde Serie A-titel.

### Atalanta
Op 26 augustus 2024 tekende hij transfervrij bij Atalanta Bergamo.

## Clubstatistieken
| Seizoen | Club             | Competitie          | Competitie | Competitie | Competitie | Beker | Beker | Beker | Internationaal | Internationaal | Internationaal | Totaal | Totaal | Totaal |
| Seizoen | Club             | Competitie          | Wed.       | Dlp.       | Ass.       | Wed.  | Dlp.  | Ass.  | Wed.           | Dlp.           | Ass.           | Wed.   | Dlp.   | Ass.   |
| ------- | ---------------- | ------------------- | ---------- | ---------- | ---------- | ----- | ----- | ----- | -------------- | -------------- | -------------- | ------ | ------ | ------ |
| 2009    | Independiente    | Categoría Primera A | 0          | 0          | 0          | 0     | 0     | 0     | 2              | 0              | 0              | 2      | 0      | 0      |
| 2009/10 | Udinese          | Serie A             | 11         | 0          | 0          | 1     | 0     | 0     | –              | –              | –              | 12     | 0      | 0      |
| 2010/11 | Udinese          | Serie A             | 9          | 0          | 0          | 3     | 0     | 0     | –              | –              | –              | 12     | 0      | 0      |
| 2011/12 | → US Lecce       | Serie A             | 33         | 3          | 2          | 0     | 0     | 0     | –              | –              | –              | 33     | 3      | 2      |
| 2012/13 | → Fiorentina     | Serie A             | 36         | 5          | 7          | 4     | 0     | 0     | –              | –              | –              | 40     | 5      | 7      |
| 2013/14 | Fiorentina       | Serie A             | 32         | 11         | 9          | 3     | 1     | 0     | 6              | 2              | 3              | 41     | 14     | 12     |
| 2014/15 | Fiorentina       | Serie A             | 17         | 4          | 3          | 1     | 1     | 0     | 5              | 1              | 0              | 23     | 6      | 3      |
| 2014/15 | Chelsea          | Premier League      | 12         | 0          | 1          | 1     | 0     | 0     | 1              | 0              | 0              | 14     | 0      | 1      |
| 2015/16 | Chelsea          | Premier League      | 1          | 0          | 0          | 0     | 0     | 0     | –              | –              | –              | 1      | 0      | 0      |
| 2015/16 | → Juventus       | Serie A             | 28         | 4          | 4          | 4     | 0     | 2     | 8              | 1              | 0              | 40     | 5      | 6      |
| 2016/17 | → Juventus       | Serie A             | 30         | 2          | 6          | 3     | 0     | 3     | 12             | 1              | 1              | 45     | 3      | 10     |
| 2017/18 | Juventus         | Serie A             | 21         | 4          | 7          | 2     | 0     | 1     | 6              | 1              | 1              | 29     | 5      | 9      |
| 2018/19 | Juventus         | Serie A             | 18         | 1          | 2          | 0     | 0     | 0     | 5              | 0              | 1              | 23     | 1      | 3      |
| 2019/20 | Juventus         | Serie A             | 33         | 2          | 6          | 6     | 0     | 0     | 6              | 1              | 1              | 45     | 3      | 7      |
| 2020/21 | Juventus         | Serie A             | 30         | 2          | 11         | 4     | 0     | 2     | 6              | 0              | 6              | 40     | 2      | 19     |
| 2021/22 | Juventus         | Serie A             | 33         | 4          | 5          | 5     | 1     | 2     | 7              | 0              | 0              | 45     | 5      | 7      |
| 2022/23 | Juventus         | Serie A             | 31         | 1          | 3          | 2     | 1     | 0     | 14             | 0              | 1              | 47     | 2      | 4      |
| 2023/24 | Internazionale   | Serie A             | 10         | 0          | 2          | 0     | 0     | 0     | 2              | 0              | 0              | 12     | 0      | 2      |
| 2024/25 | Atalanta Bergamo | Serie A             | 0          | 0          | 0          | 0     | 0     | 0     | 0              | 0              | 0              | 0      | 0      | 0      |
| TOTAAL  | TOTAAL           | TOTAAL              | 385        | 43         | 68         | 39    | 4     | 10    | 80             | 7              | 14             | 504    | 54     | 92     |

## Interlandcarrière
Na zijn transfer naar Udinese ontving Cuadrado een oproep voor het Colombiaans voetbalelftal. Op 3 september 2010 maakte hij zijn debuut in de basiself tegen Venezuela. Hij maakte het openingsdoelpunt en werd na de wedstrijd tot man van de wedstrijd uitgeroepen. Colombia won de wedstrijd met 2–0. Op 29 februari 2012 maakte hij het tweede doelpunt in een vriendschappelijke wedstrijd tegen Mexico op aangeven van Pablo Armero. Op 15 november 2012 maakte hij op aangeven van James Rodríguez het enige doelpunt van Colombiaanse zijde in een vriendschappelijke wedstrijd tegen Brazilië. De wedstrijd werd gehouden in het MetLife Stadium in East Rutherford (New Jersey). Cuadrado (als rechtsback) en Jackson Martínez namen de ganse linkerflank voor hun rekening, terwijl Pablo Armero en James Rodríguez op de rechterflank speelden. De wedstrijd eindigde in een 1–1 gelijkspel. In mei 2014 werd Cuadrado door bondscoach José Pékerman opgenomen in de selectie voor het wereldkampioenschap voetbal in Brazilië. Clubgenoten Ante Rebić (Kroatië) en Alberto Aquilani (Italië) waren ook actief op het toernooi, maar werden beiden in de groepsfase uitgeschakeld.
Cuadrado maakte in 2018 eveneens deel uit van de Colombiaanse WK-selectie, die zich dankzij de vierde plaats in de CONMEBOL-kwalificatiezone rechtstreeks had geplaatst voor de WK-eindronde in Rusland. Daar begon Colombia met een enigszins verrassende nederlaag tegen het lager ingeschatte Japan (1-2), waarna de ploeg in de resterende twee groepswedstrijden te sterk was voor Polen (3-0) en Senegal (1-0). In de achtste finales echter werden de Colombianen na strafschoppen uitgeschakeld door Engeland (3-4), nadat beide teams in de reguliere speeltijd waren bleven steken op 1-1 door treffers van de Engelse topschutter Harry Kane (rake strafschop in de 57ste minuut) en een doeltreffende kopbal van verdediger Yerry Mina in blessuretijd. Carlos Bacca miste zijn inzet vanaf elf meter, net als Mateus Uribe. Cuadrado kwam in alle vier duels in actie voor Colombia en scoorde één keer voor zijn vaderland.
Nog voor zijn WK-deelnames maakte Cuadrado tijdens de Copa América 2011 zijn debuut op een eindtoernooi. Hier speelde hierop in één wedstrijd mee, tijdens een met 2–0 gewonnen groepsduel tegen Bolivia. Vier jaar later was hij basisspeler in alle vier de wedstrijden die Colombia actief was op de Copa América 2015. Zijn ploeggenoten en hij werden derde op de Copa América Centenario, nadat ze in de halve finale verloren van de latere toernooiwinnaar Chili. De Copa América 2019 werd voor hem het derde Zuid-Amerikaanse kampioenschap dat eindigde in de kwartfinale.

## Erelijst
| Competitie              |         |                                             |
| Competitie              | Aantal  | Jaren                                       |
| Chelsea                 | Chelsea | Chelsea                                     |
| ----------------------- | ------- | ------------------------------------------- |
| Kampioen Premier League | 1x      | 2014/15                                     |
| League Cup              | 1x      | 2014/15                                     |
| Juventus                |         |                                             |
| Kampioen Serie A        | 5x      | 2015/16, 2016/17, 2017/18, 2018/19, 2019/20 |
| Coppa Italia            | 4x      | 2015/16, 2016/17, 2017/18 2020/21           |
| Supercoppa              | 2x      | 2018, 2020                                  |
| Internazionale          |         |                                             |
| Kampioen Serie A        | 1x      | 2023/24                                     |